# Camargo (Rio Grande do Sul)
Camargo est une municipalité brésilienne située dans l'État du Rio Grande do Sul.